# János Garai
János Garai (pol. Jan z Gary) (zm. przed 9 kwietnia 1428) – nadżupan Temeszu w l. 1402–1417, żupan Ozory i nadżupan Požegi w l. 1411–1417. Syn Mikołaja z Gary, palatyna węgierskiego.
Był członkiem jednego z najważniejszych rodów możnowładczych XV-wiecznych Węgier – Garaiów. Razem z resztą rodu stanowił podporę rządów Zygmunta Luksemburskiego na Węgrzech. Był członkiem Zakonu Smoczego, organizacji o charakterze bractwa rycerskiego, w której skład wchodziło 22 najważniejszych baronów królestwa. W zamian za popieranie polityki króla otrzymywali oni monopol na najznaczniejsze stanowiska państwowe i najbogatsze nadania.
Na początku 1410 roku poślubił Jadwigę, córkę Siemowita IV, księcia płockiego. Małżeństwo to było wynikiem polityki prowadzonej przez króla polskiego Władysława Jagiełłę, którego Jadwiga była siostrzenicą, a Siemowit lennikiem. W zawarciu małżeństwa pośredniczyła królowa węgierska Barbara, żona Zygmunta Luksemburskiego, siostra Anny, żony brata Jana Mikołaja, a także krewna królowej polskiej Anny. Z małżeństwa Jana z księżniczką mazowiecką narodziła się trójka dzieci:
- Jadwiga, poślubiła Piotra z Thallóczy
- Katarzyna
- Stefan (zm. przed 1430)
- Dorota (zm. 1438), w 1428 została wydana za Stefana II, króla Bośni.

Zmarł w 1428 roku, najprawdopodobniej otruty. Sąd królewski skazał Jadwigę za morderstwo męża na więzienie i konfiskatę majątku. Oskarżono ją także o związek cudzołożny z Mikołajem (Miklósem) Széchenyim i nakłanianie córki Katarzyny do nierządu. Inne źródła podają rok śmierci 1430.